# Life is a game
『Life is a game ~人生ゲーム~』はDAERI SOFTがIOS、Android向けに配信しているランアクションゲーム。「人生はマラソンだ」という言葉からヒントを得て開発されたこのゲームでプレイヤーは乳幼児期からスタートし、少年、学生、社会人、老年期を経て死亡するまでの過程の中で、様々な選択や行動によって変化していく人生を体験することができる。

## ゲームプレイ
プレイヤーは選択とジャンプ、スキルのボタンを操作することができる。
人生の途中に起こるイベントは選択ボタンで参加でき、友達や結婚、人助けなどができる。これによって幸福度が上がったりエンディングに影響を与える。場合によっては未来を大きく変えることもできる。
ステージの中で主に乳児期、学生時代、中年時代、老年期にいろんな種類のコインが流れる箇所がある。これによりプレイヤーの能力や所持金を変化させることができる。特に学生の時では獲ったコインの種類によって職業を選ぶことができたり、流れてくるお金のコインを入手することによって、その金額に応じた車や家、花束などを購入することも可能。
コインはジャンプでより獲得できる。中年時代に食べ物コインを取りすぎると、太ってジャンプにディレイが発生する。
ゲージが溜まり、各アイコンを押すことでスキルを発動する。スキルは趣味、友達、家族の三つから成り、幸福と評判に影響を与える。
幸福はコインとイベントに影響して変動する。0になると自殺してゲームオーバーとなる。幸福は運動や食べ物、煙草などのコインや結婚、車の購入、思い出を振り返ることによって上がり、勉強やお金のコインを取得したり結婚、仕事に失敗したりすると下がる。幸福度によって回想時の台詞にも影響が出る。
健康は残りの人生の長さを表している。基本的にメーターが減り続ける一方であり特定のイベントなどで変動することはないが、煙草のコインと老年期に取得する時間のコインによって健康の減少は加速する。0になると死亡する。また、タバコのコインを７つ取得すると肺炎で死亡する。
エンディングではこれまで歩んだ人生を振り返ることができる。お葬式ではドットの挿絵とともに自分の活躍と周りからの評価が映し出され、その後人生を逆再生し場面ごとに台詞が出される。一度表示された挿絵はメニュー画面のギャラリーで閲覧することができる。
これまで男性のみの人生が体験できたが、2.4.4のバージョンより女性の人生も選択できるようになった。性別はホーム画面で変更が可能。

## 職業

### 初期から選択できる職業
・会社員(office man)
一定確率で財産の取得量が多くなるCEOに就任することができる。またショップでスティーブ・ジョブズのような外見に変えることができる。
・サッカー選手(soccer player)
学生時代に運動コインを一定数取得することで就くことができる。
・大学教授(professor)
学生時代に勉強コインを一定数取得することで就くことができる。
・音楽家(singer)
学生時代に音楽コインを一定数取得することで就くことができる。またショップでフレディ・マーキュリーのような外見に変えることができる。
・芸術家(artist)
学生時代に芸術コインを一定数取得することで就くことができる。
・医師(doctor)
学生時代に専用コインを一定数取得することで就くことができる。初期から選べる職業の中では最も得られる財産が多い。

### 追加で選べる職業
・消防士(firefighter)
この職業は殉職してしまうイベントが発生することがある。
・警察官(police)
この職業でしか結婚できない配偶者が存在する。また、犯人の服装を覚えて逮捕するという凝ったイベントを選択できる。また、この職業も殉職イベントがある。
・労働者(worker)
・配信者(streamer)